# Філіпп Венде
Філіпп Венде  (нім. Philipp Wende, 4 липня 1985) — німецький веслувальник, дворазовий олімпійський чемпіон.

## Виступи на Олімпіадах
| Олімпіада           | Дисципліна     | Місце  |
| ------------------- | -------------- | ------ |
| Лондон 2012         | четвірка парна | Золото |
| Ріо-де-Жанейро 2016 | четвірка парна | Золото |